# Богданович Станіслав Едуардович
Станіслав Едуардович Богданович (нар. 4 лютого 1993, Одеса, Україна — 5 березня 2020, Москва, Росія) — український шахіст, гросмейстер (2017).
Його рейтинг станом на березень 2020 року:
з класичних шахів — 2552 (438-те місце у світі, 31-ше в Україні)
з бліцу — 2715 (33-тє місце у світі, 2-ге в Україні)
зі швидких шахів — 2604.

## Біографічна довідка
Народився в Одесі, де й прожив більшу частину свого життя. Почав грати в п'ять років, першою шаховою наставницею стала для нього мати, Марія Богданович. успішно брав участь у юніорських змаганнях з середини 2000-х років. Срібний призер чемпіонату Європи серед юнаків до 12 років. Чемпіон України серед юнаків до 18 років 2010 року. У 12 років зіграв нічию в турнірному матчі проти Віктора Корчного.
Можливо, найталановитіший шахіст в історії Одеси— Михайло Голубєв, шаховий журналіст і тренер, чемпіон України 1996 року
Закінчив Національний університет «Одеська юридична академія».
В дорослій кар'єрі зосередився на пришвидшених шахах. Багаторазовий призер і чемпіон України з бліцу (золото 2017) та рапіду (золото 2013, 2017, 2018). Також багаторазовий чемпіон Одеси та Одеської області, учасник клубних змагань, багаторазовий призер та чемпіон України  2017 року в складі одеської команди Папашон.

### Результати виступів у чемпіонатах України
Станіслав Богданович зіграв у чотирьох чемпіонатах України з класичних шахів, набравши загалом 18 з 40 можливих очок (+11-15=14).
| Рік  | Місто  | Турнір                 | + | − | = | Результат | Місце |
| ---- | ------ | ---------------------- | - | - | - | --------- | ----- |
| 2009 | Алушта | 78-й чемпіонат України | 4 | 2 | 3 | 5½ з 9    | 23    |
| 2013 | Київ   | 82-й чемпіонат України | 3 | 3 | 5 | 5½ з 11   | 9     |
| 2014 | Львів  | 83-й чемпіонат України | 2 | 6 | 3 | 3½ з 11   | 10    |
| 2018 | Київ   | 87-й чемпіонат України | 2 | 4 | 3 | 3½ з 9    | 10    |

Турнірні результати Станіслава в чемпіонатах України з блискавичних і швидких шахів:
|       | 2012     | 2013       | 2014   | 2015    | 2016    | 2017       | 2018       | 2019   |
| ----- | -------- | ---------- | ------ | ------- | ------- | ---------- | ---------- | ------ |
| Бліц  | 15 місце | Бронза     | Бронза | Срібло  | Срібло  | Переможець | Бронза     | Бронза |
| Рапід | 13 місце | Переможець | 761    | 4 місце | 7 місце | Переможець | Переможець | Срібло |

1Припинив змагання у 8-му турі або раніше.

### Інші турнірні виступи 2015-2020
2015 року став переможцем бліц-турніру «Меморіал Ю.Геллера 2015» (10 з 10 очок). Того року посідав 8-му сходинку світового рейтингу бліц-шахів.
2017 року достроково виграв міжнародний турнір "14th Avicenna Cup International Chess", набравши 8 очок з дев'яти можливих (дві нічиї), випередивши суперників на півтора очка. Цей успіх був затьмарений звинуваченнями в нечесній грі від одного з конкурентів. Аналіз турнірних партій, проведений М.Голубєвим показав, що гра Станіслава не була бездоганною, як можна було очікувати, якби гравець використовував комп'ютер, а перемоги значною мірою зумовлені помилками суперників.
2019 року після серії успішних турнірних виступів Богдановича пограбували, вкравши з його одеської квартири $25000, злочин залишився нерозкритим. Бездіяльність правоохоронців стала причиною спеціального звернення обласної шахової федерації.
Взимку 2019-2020 відіграв декілька турнірів у Індії, в січні 2020 переміг на бліц-турнірі та посів шосте місце в основному турнірі EKA IIFL Investment Managers 5th International Grandmaster Chess Tournament в Мумбаї. В кінці лютого взяв участь у московському турнірі Aeroflot Open 2020, посівши третє місце в групі Б турніру. В ці ж дні зареєструвався для участі в неофіційному інтернет-турнірі на сайті chess.com.

### Критика
1 березня 2020 року Станіслав зіграв у бліц-турнірі між клубами сайту chess.com "Team Ukraine [Архівовано 31 серпня 2019 у Wayback Machine.]" і "Team Russia [Архівовано 27 лютого 2021 у Wayback Machine.]" за російський клуб, не приховуючи, що робив це за гроші. Його вчинок викликав протести серед любителів шахів з України, зокрема, вимогу не зараховувати його результат на згаданому турнірі, а подальша комунікація вилилася в пресу та призвела до внесення Богдановича в базу сайту Миротворець.

## Смерть і вшанування
5 березня Станіслава та його дівчину, також шахістку Олександру Вернигору знайшли мертвими в Московській квартирі (Олександра була студенткою МДУ ім. Ломоносова). Попередня версія загибелі: асфікція, що настала при вживанні оксиду азоту.
В пам'ять Станіслава та на підтримку його сім'ї чемпіони України Юрій Кузубов і Михайло Голубєв зіграли бліц-турнір. Українські та російські ЗМІ широко освітлюють загибель молодих людей. Шахові федерації України та Одещини опублікували некрологи та висловили співчуття рідним Станіслава.

## Зміни рейтингу
| На цьому місці має відображатися графік чи діаграма, однак з технічних причин його відображення наразі вимкнено. Будь ласка, не видаляйте код, який викликає це повідомлення. Розробники вже працюють для того, щоби відновити штатне функціонування цього графіка або діаграми. | |
| | На цьому місці має відображатися графік чи діаграма, однак з технічних причин його відображення наразі вимкнено. Будь ласка, не видаляйте код, який викликає це повідомлення. Розробники вже працюють для того, щоби відновити штатне функціонування цього графіка або діаграми. |